# Daniel Baur
Daniel Baur (* 6. Mai 1999 in Edinburgh) ist ein schottischer Fußballspieler, der beim FC Spartans unter Vertrag steht.

## Karriere

### Verein
Daniel Baur wurde im Jahr 1999 in der schottischen Hauptstadt Edinburgh geboren. Als Neunjähriger begann er bei Heart of Midlothian zu spielen. Bis zum Jahr 2017 war er in den Nachwuchsmannschaften des Vereins aktiv. In seinem vorletzten Jahr als Juniorenspieler unterlag er mit den Hearts 2016 im Finale des Scottish Youth Cup gegen den FC Motherwell. Am 5. November 2017, dem 13. Spieltag der Scottish Premiership 2017/18 gab Baur sein Profidebüt bei den Hearts, als er im Heimspiel gegen den FC Kilmarnock in der Startelf stand. Im Dezember kam Baur unter Craig Levein zu einem weiteren Einsatz in der höchsten schottischen Liga gegen den FC Aberdeen. Im Januar 2018 wurde der Innenverteidiger bis zum Ende der Saison an die Albion Rovers verliehen. Für den Drittligisten kam er zwölfmal zum Einsatz. Im Juli 2019 folgte eine Leihe zu Bonnyrigg Rose Athletic. Nach seiner Rückkehr zu den Hearts nach Edinburgh wurde sein Vertrag im Mai 2020 aufgelöst und er wechselte zum FC Spartans.

### Nationalmannschaft
Daniel Baur debütierte im September 2013 in der Schottischen U-15 gegen die Schweiz. Ein Jahr später folgte ein weiterer Einsatz gegen Polen. Im selben Jahr spielte er dreimal für die U-16 und konnte dabei ein Tor gegen Wales erzielen. Zwischen 2015 und 2016 absolvierte Baur insgesamt neun Spiele in der U-17. Im Jahr 2017 war er Teil der U-19-Nationalmannschaft.